# Lijst van burgemeesters van Kockengen
Dit is een lijst van burgemeesters van de voormalige Nederlandse gemeente Kockengen tot die gemeente op 1 januari 1989 opging in de gemeente Breukelen (in 2011 weer opgegaan in Stichtse Vecht).
| Ambtsperiode | Naam burgemeester                       | Partij of stroming | Bijzonderheden |
| ------------ | --------------------------------------- | ------------------ | --- |
| 1811 - 1812  | Dirk van Schaardenburg                  |                    | maire |
| 1812 - 1818  | Mr. Jacobus Bredius                     |                    | maire/schout |
| 1818 - 1819  | Dirk van Schaardenburg                  |                    | schout |
| 1819 - 1823  | Martinus Wigman                         |                    | schout |
| 1823 - 1826  | Jan van Schaardenburg                   |                    | tot 1825 schout |
| 1826 - 1832  | Gijsbert Dirks van 't Riet              |                    | |
| 1832 - 1837  | Johannes Burchard Duisenberg            |                    | |
| 1837 - 1849  | Otto Willem van Geijtenbeek             |                    | |
| 1850 - 1866  | Jan Carel de Bruyn                      |                    | tevens burgemeester van Harmelen, Veldhuizen, Laag-Nieuwkoop (alle drie 1850-1866), Gerverskop (1850-1857) en Teckop (1848-1857) |
| 1866 - 1871  | mr. Pieter Anthony Walland              |                    | tevens burgemeester van Harmelen, Veldhuizen en Laag-Nieuwkoop                                                                   |
| 1872 - 1896  | Ferdinand Pieter Hendrik van Roosendaal |                    | tevens burgemeester van Laag-Nieuwkoop                                                                                           |
| 1896 - 1915  | Hendrik Pieter Ferdinand van Roosendaal |                    | tevens burgemeester van Laag-Nieuwkoop                                                                                           |
| 1915 - 1945  | Bernardus Calissendorff                 |                    | tevens burgemeester van Laag-Nieuwkoop (in 1942 opgegaan in Kockengen)                                                           |
| 1945         | H.J. Doude van Troostwijk               | NSB                | waarnemend, tevens (waarnemend) burgemeester van enkele andere gemeenten                                                         |
| 1945         | K. Nap                                  |                    | waarnemend |
| 1945         | J.C. Hesselink                          |                    | waarnemend |
| 1946 - 1952  | Bernardus Calissendorff                 |                    | |
| 1952 - 1969  | Jhr. mr. W.G. van der Wyck              | CHU                | eerder burgemeester van Waardenburg                                                                                              |
| 1969 - 1974  | Hendrik (H.) van der Gronde             | CHU                | later burgemeester van Everdingen en Hagestein                                                                                   |
| 1975 - 1984  | ing. J. Berentschot                     | ARP / CDA          | tevens/later waarnemend burgemeester van Linschoten en Snelrewaard                                                               |
| 1984 - 1989  | mr. Bert (E.A.) Haars                   | CDA                | waarnemend; voormalig Staatssecretaris van Justitie                                                                              |